# Enrique Arancibia Clavel
Enrique Arancibia Clavel (Punta Arenas, 13 de outubro de 1944 - Buenos Aires, 28 de abril de 2011) foi um cidadão chileno, acusado de ser um ex-agente da DINA, que viveu no exílio não oficial em Buenos Aires, Argentina, após o assassinato do Comandante em Chefe do Exército Chileno, René Schneider, a 25 de outubro de 1970.
Em novembro de 1978, logo após a extradição de Michael Townley para os Estados Unidos e ante o confronto entre as ditaduras da Argentina e do Chile sobre o conflito de Beagle, foi preso por agentes da inteligência da Argentina, e acusado de espionagem. Na ocasião, foi apreendida uma grande quantidade de documentos e relatórios que Arancibia tinha enviado para a DINA no Chile.
Em 28 de abril de 2011 foi encontrado morto no seu escritório no centro de Buenos Aires. Apresentava onze profundos golpes de arma branca, e faltavam 35000 dólares que tinha no local.